# 安德烈亚斯·戈尔德贝格尔
安德烈亚斯·戈尔德贝格尔（德語：Andreas Goldberger，1972年11月29日—），奥地利男子跳台滑雪运动员。他曾代表奥地利参加1994年和1998年冬季奥林匹克运动会跳台滑雪比赛，获得二枚铜牌。